# 新緑

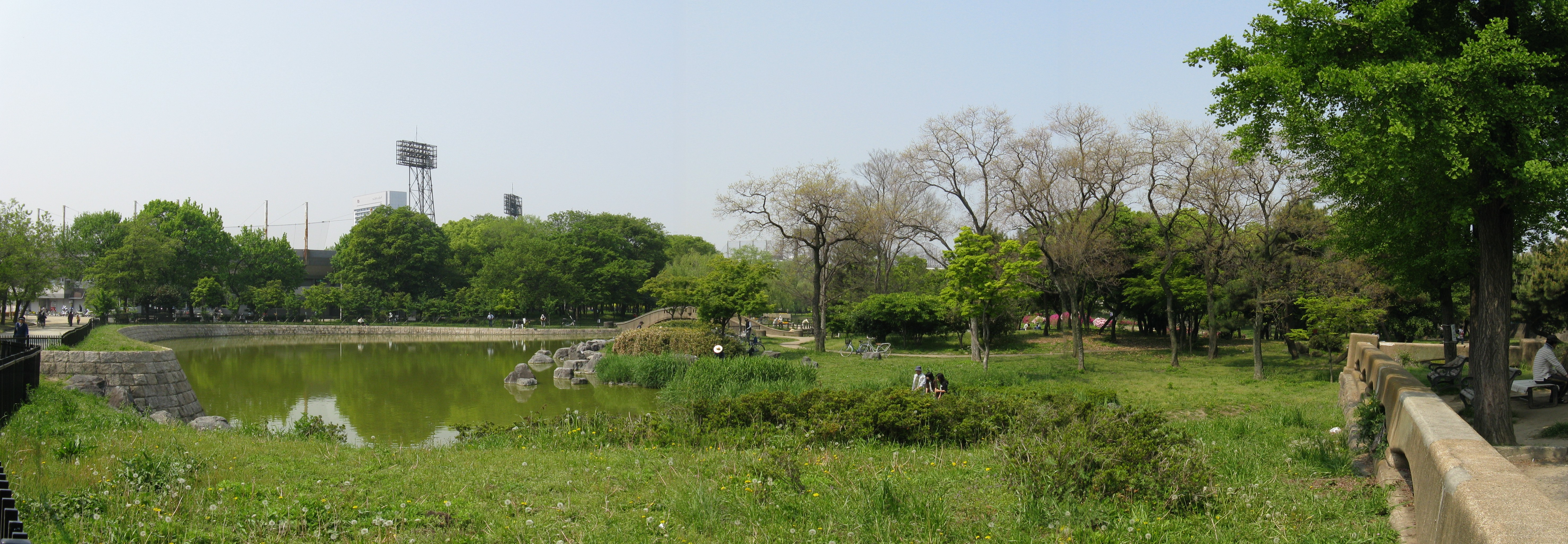
新緑の水辺／住之江公園にて4月末の撮影。

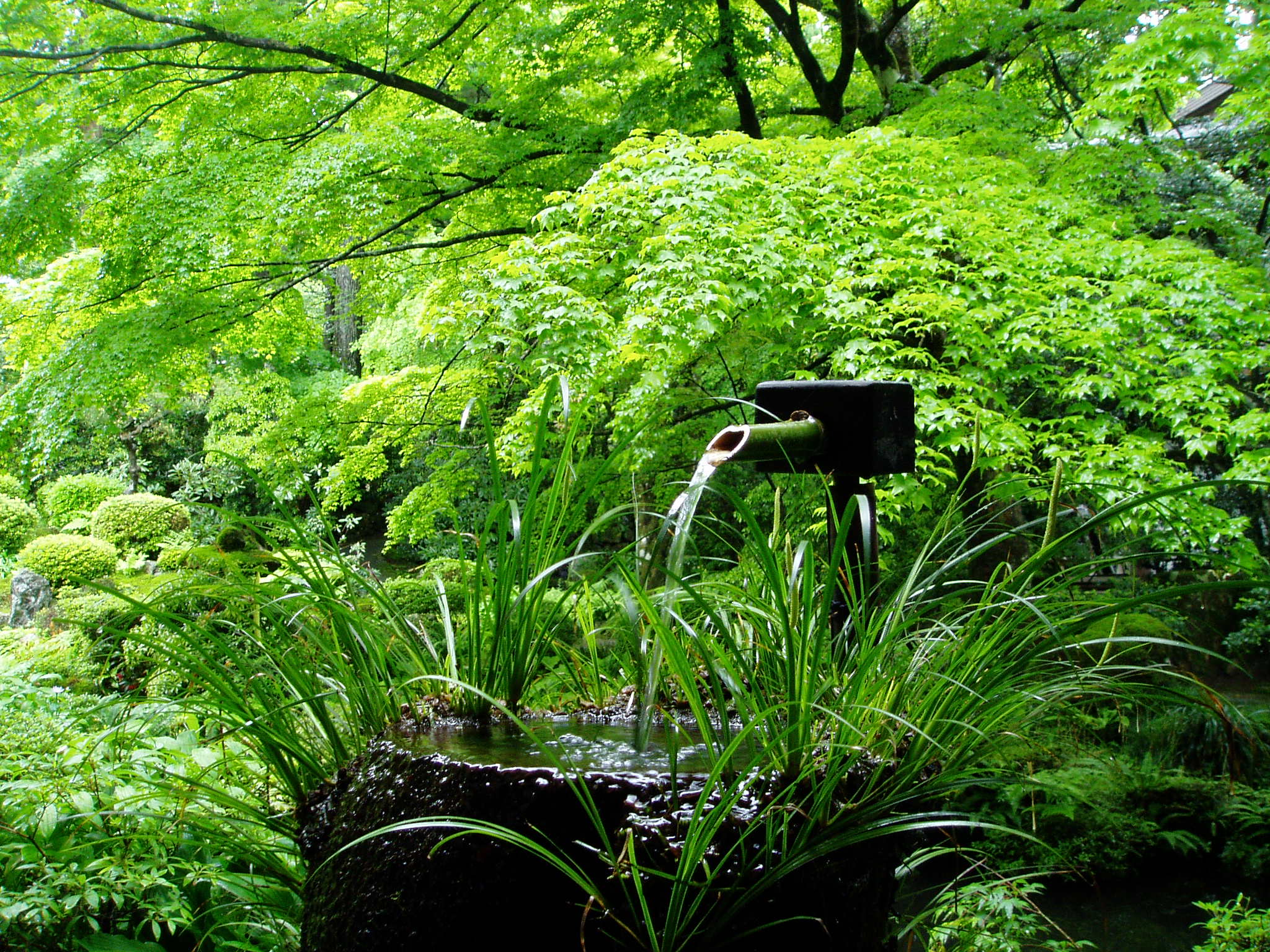
新緑の日本庭園／三千院にて。

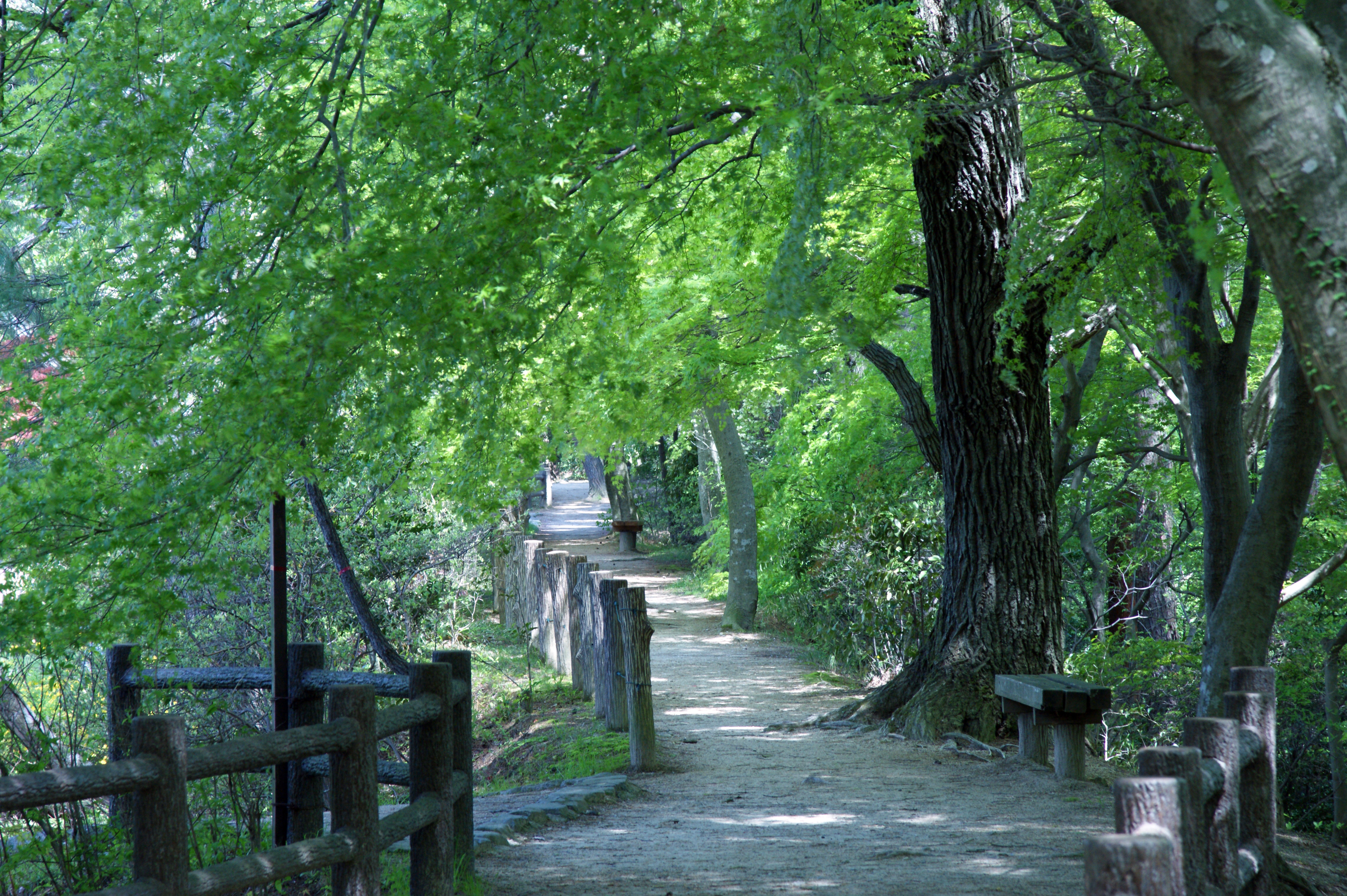
新緑の湖畔／再度公園にて4月末の撮影。

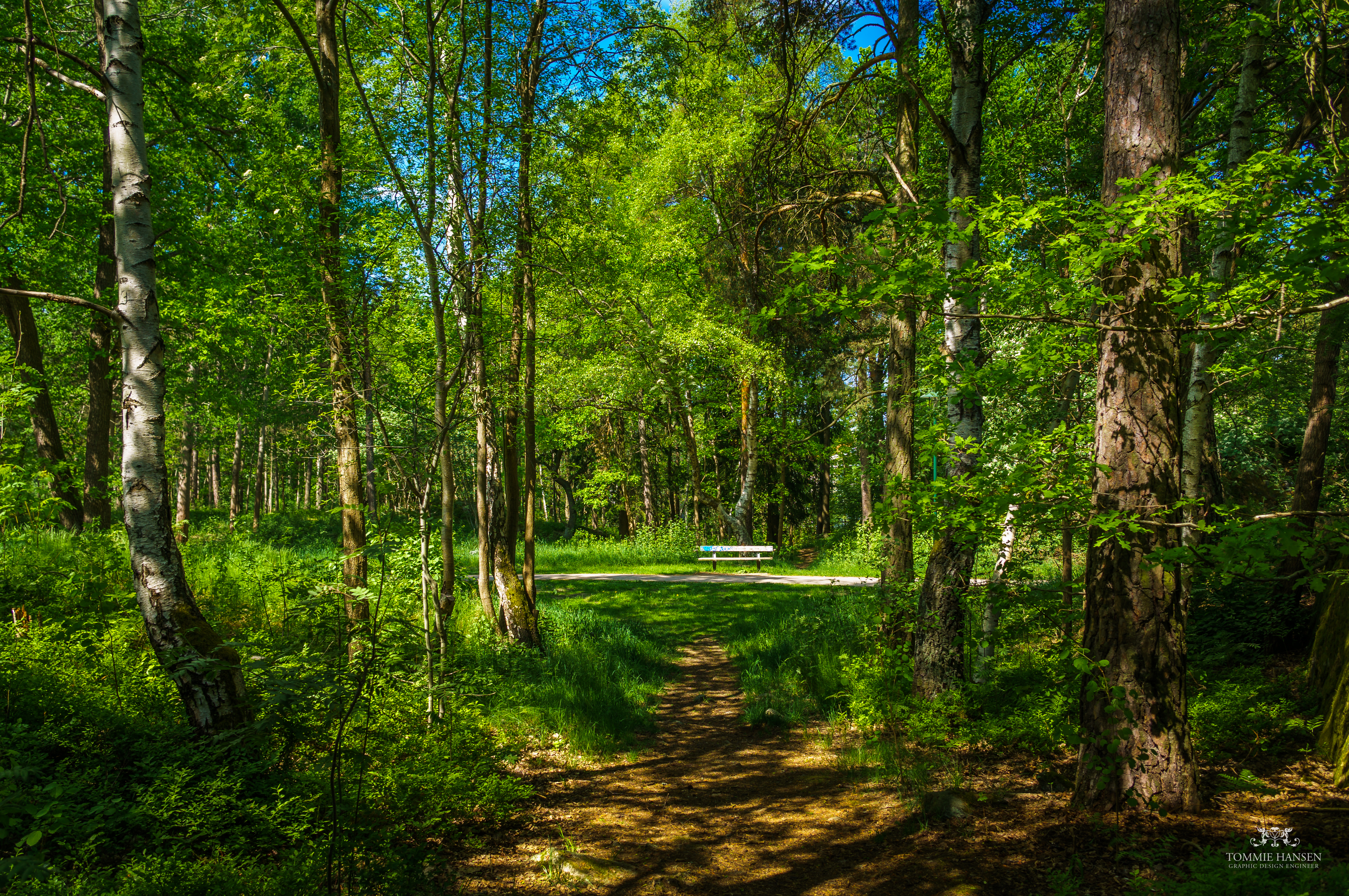
日本語「新緑」のイメージに適うであろう日本国外の森の風景／スウェーデンはストックホルムにて5月末の撮影。

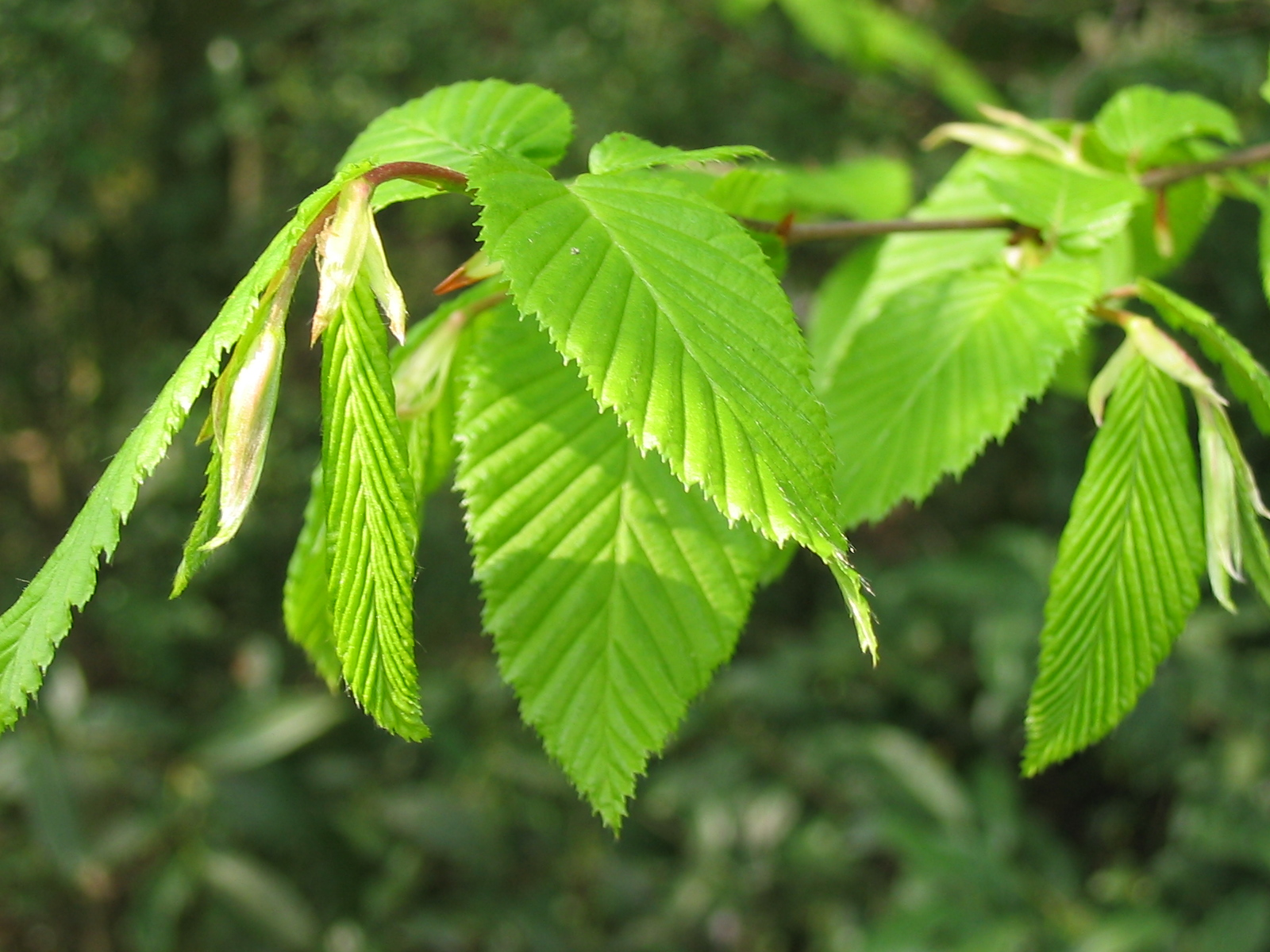
「新緑」の関連季語「若葉」に相応しい、新緑の葉。

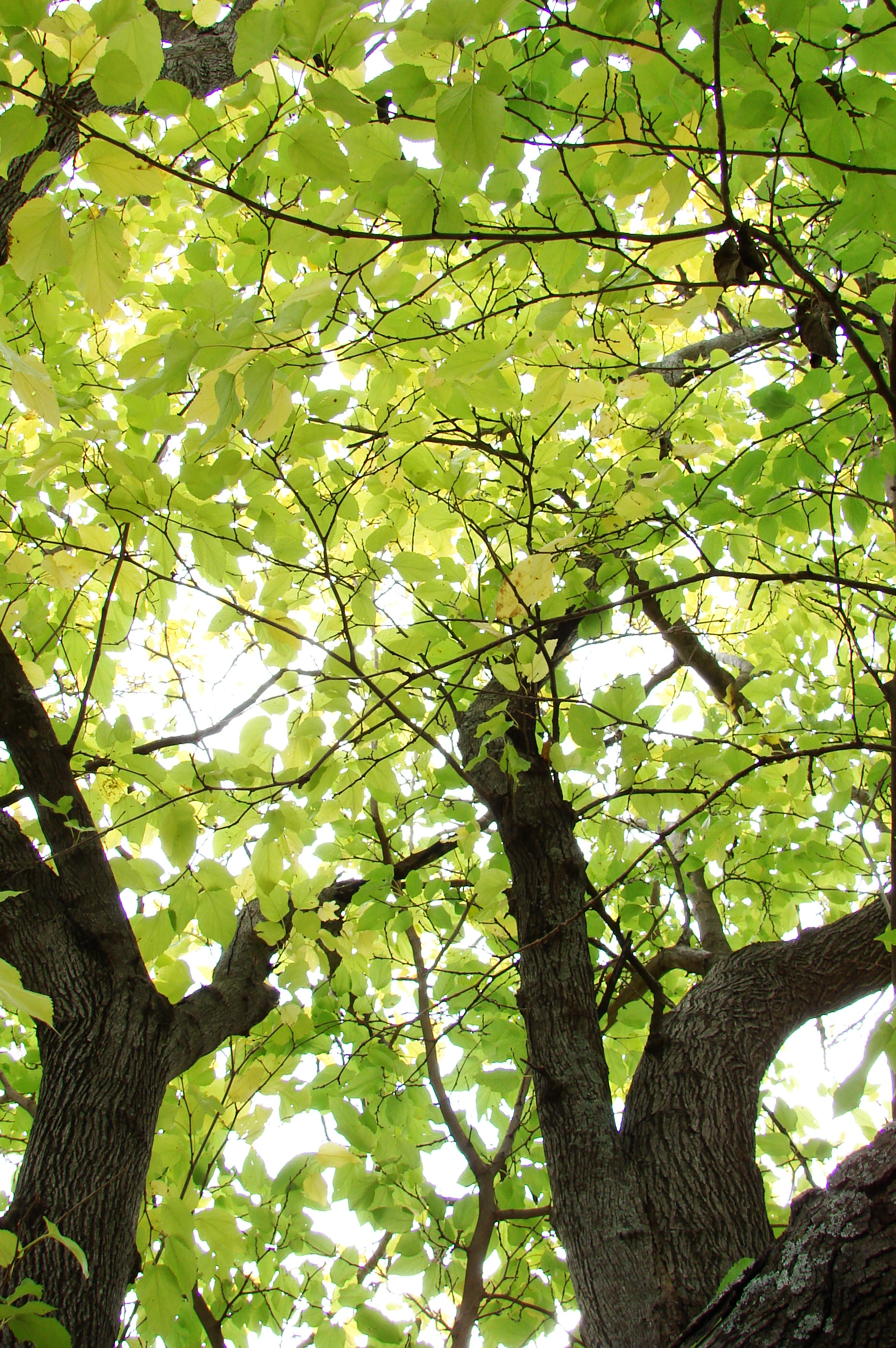
新樹、すなわち、目の醒めるような若葉を茂らせる木々。あるいはまた、季語「緑さす」を説明するのにもこの画像は相応しい。

新緑（しんりょく）とは、初夏の頃の若葉のみずみずしい緑色であり、その立ち木をも指す。冬枯れしていた木が芽吹いていよいよ鮮やかな緑色の葉を茂らせる、その現象を色に着目して表した漢語である。

## 概要
木の種類や場所、地域によって異なるが、日本では主に毎年3月から6月にかけて起こる。また、常緑樹でも新緑はあり、落葉樹のそれより約1か月遅く迎える。例えば、お茶の葉は5月あたりに出る新芽が原料である。

## 季語
季語しての新緑（しんりょく）は、夏の季語（初夏の季語）。分類は植物。初夏の初々しい若葉の緑をいう。子季語として、緑（みどり）と、緑さす（みどりさす）がある。　季語としての「緑」は、新緑を意味する。「緑さす」は、目にも鮮やかな初夏の若葉を通して光の照り映える様子をいい、俳人・坪内稔典は『毎日新聞』の「季語刻々」で「水原秋桜子編『新装版俳句小歳時記』では『若葉影が映ること』と定義している」と説明している。
また、関連季語として、若葉（わかば）、新樹（しんじゅ）があり、前者は新緑の季節の木々の初々しい葉に、後者は瑞々しい緑に覆われた木々に、それぞれ焦点を当てた季語である。

## 峰走り
峰走り（みねばしり）とは、春先に新緑が山の麓から頂へ駆け上がってゆく様子を、秋口に紅葉が山頂や稜線から麓へと駆け下りてゆく様子を表わした、日本語表現である。それぞれに、新緑の峰走り、紅葉の峰走りということが多い。日本における新緑の峰走りは、特にブナを主体とした植生のそれが見事なことで知られ、残雪の白、顔を出した土の黒に、目にも鮮やかな緑が加わって、他の季節には無い特別な美的景観を出現させる。こういった景観は日本画の画題になることも多い。